# Pacé (Ille-et-Vilaine)
Pacé is een gemeente in het Franse departement Ille-et-Vilaine, in Bretagne. De gemeente telde 11.815 inwoners op 1 januari 2022.

## Geschiedenis
In de vroege middeleeuwen strekte een groot woud zich uit over het gebied, het forêt de Mont-Mohon. De oudste delen van de parochiekerk dateren uit de 11e eeuw. Het schip en de zijkapellen werden gebouwd in de 15e eeuw. Het koor werd gebouwd rond 1656 en toen werd ook het schip verhoogd. In die tijd werd ook de koninklijke weg nummer 12, die Pacé van oost naar west doorkruiste, verhard. De gemeente behield tot de jaren 1960 een landelijk karakter. Vanaf toen breidde de gemeente uit door de ligging nabij Rennes. In 1965 werd de wijk Village Neuf gebouwd en later de wijk Beausoleil.

## Geografie
De oppervlakte van Pacé bedroeg op 1 januari 2022 34,94 vierkante kilometer; de bevolkingsdichtheid was toen 338,2 inwoners per km². De Flume en de beek Champalaune stromen door de gemeente.
De onderstaande kaart toont de ligging van Pacé met de belangrijkste infrastructuur en aangrenzende gemeenten.

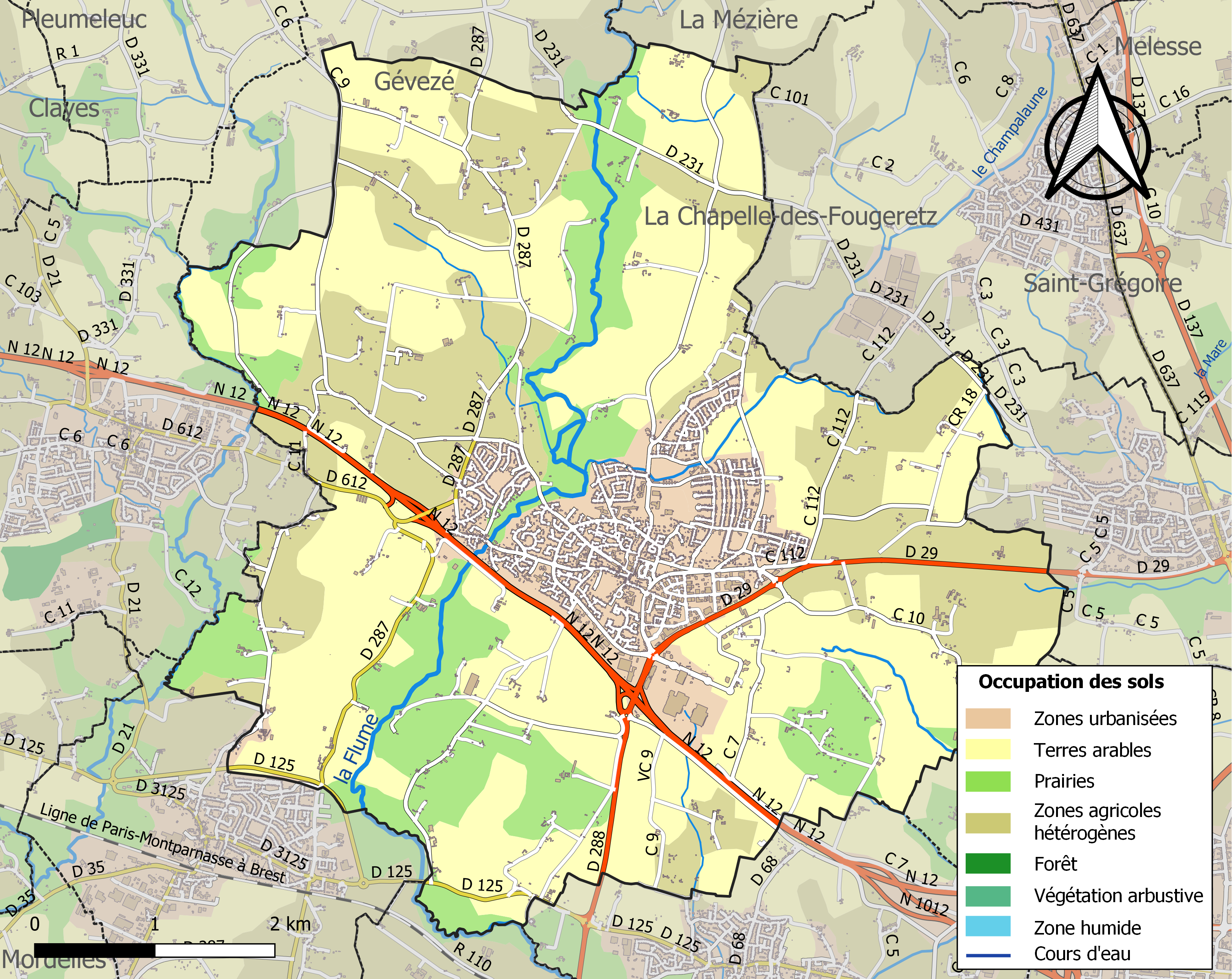

## Demografie
Onderstaande figuur toont het verloop van het inwonertal, bron: INSEE-tellingen. 